# Eisenbahnunfall von Vaibhavwadi
Bei dem Eisenbahnunfall von Vaibhavwadi entgleiste am 22. Juni 2003 ein Zug im indischen Bundesstaat Maharashtra. Dabei starben 52 Menschen.

## Ausgangslage
Die spätere Unfallstelle lag in einem tiefen Geländeeinschnitt, der in einem Tunnel endet, zwischen den Bahnhöfen Vaibhavwadi Road und Rajapur Road.
Ein Sonderzug (Zug Nr. 904) mit Ferienreisenden war auf der Fahrt von Karwar nach Mumbai hier unterwegs.
Es herrschte starker Monsunregen und Dunkelheit, die Sicht war extrem schlecht. Zusätzliche Streckenbegehungen fanden trotz der extremen Wetterlage nicht statt.

## Unfallhergang
Aufgrund der heftige Regenfälle war eine Böschung des Einschnitts ins Rutschen gekommen, Felsen und Erde waren auf die Bahnstrecke gestürzt.
Gegen 22:30 Uhr fuhr der Zug mit erheblicher Geschwindigkeit auf den Erdrutsch auf. Die Lokomotive und vier Wagen entgleisten, der dritte Wagen wurde dabei völlig zertrümmert. Auf den havarierten Zug rutschten weitere Teile der Böschung nach.

## Folgen
52 Menschen kamen bei dem Unfall ums Leben, 25 wurden darüber hinaus verletzt.
Die Gegend, in der der Unfall geschah, war so abgelegen, dass es keine Anwohner gab, die den Unfall bemerkten. Die Unfallstelle war wegen der schlechten Straßenverhältnisse auch von den 150 abgeordneten Soldaten der Armee und mit Rettungsfahrzeugen nur schwer zu erreichen. Rettungszüge konnten zunächst wegen der Gefahr weiterer Erdrutsche nicht eingesetzt werden. So dauerte es Stunden, bevor Erste Hilfe von außerhalb zur Verfügung stand und bis in die Morgenstunden, bis alle Opfer aus dem verunglückten Zug geborgen waren. Diese Umstände trugen erheblich zu der hohen Zahl der Toten bei.